# Corpo de Intervenção
O Corpo de Intervenção (CI) MHM é uma unidade de reserva da Polícia de Segurança Pública (PSP), criada a 27 de Março de 1976, e está directamente sob dependência do director nacional. O Corpo de Intervenção e parte da Unidade Especial de Policia (UEP). A Missão principal e Acções de manutenção e reposição de ordem pública

## Missão - Mission
É uma unidade especialmente preparada e destinada a ser utilizada em:
- Acções de manutenção e reposição de ordem pública.
- Combate a situações de violência concertada.
- Colaboração com outras forças policiais na manutenção da ordem, na acção contra a criminalidade violenta e organizada, na protecção de instalações importantes e na segurança de altas entidades.
- Colaboração com os comandos no patrulhamento, em condições a definir por despacho do director nacional.

## Recrutamento
Para se entrar nesta força de elite, além de se ter que ser já agente da PSP, é preciso estar em muito boa forma fisica e psicológica, sendo apenas os melhores recrutas escolhidos. Devido ao rigor do recrutamento, o Corpo de Intervenção possui apenas cerca de 600 efectivos, divididos pelo Comando, Grupos Operacionais e serviços de apoio e logística.
Após aptidão na selecção rigorosa para o ingresso nesta unidade especial, os seleccionados têm de concluir o curso do CI. O curso do Corpo de Intervenção tem por objectivo preparar os recrutas para o ingresso nesta unidade especial, colocando-os ao nível dos elementos que já fazem parte do CI.
A excessiva exigência no curso a nível físico e psicológico determina que muitos dos seleccionados não terminem o curso para ingresso no Corpo de Intervenção.

## Organização
O Corpo de Intervenção é uma subunidade operacional da UEP - Unidades Especial de Polícia, tem sede em Lisboa e tem a seguinte organização: 
- O Comando
- Os Grupos Operacionais
- Os serviços de apoio

Estando o Comando situado em Lisboa e os Grupos Operacionais divididos por Lisboa, Porto e Faro.

## Condecorações
A 24 de Março de 1999 foi feito Membro-Honorário da Ordem do Mérito.

## Recentes acções do Corpo de Intervenção
No decorrer do Euro 2004 de futebol em Portugal, o Corpo de Intervenção teve um papel preponderante na segurança de todas as entidades Portuguesas e Estrangeiras, adeptos, instalações e dos próprios eventos (jogos de futebol).
No decorrer das manifestações e greves durante a crise económica de 2011 e 2012 em Portugal, o Corpo de Intervenção teve também um papel importante na manutenção da segurança e na contenção dos excessos de violência.